# Verbandsgemeinde Bad Bergzabern
Die Verbandsgemeinde Bad Bergzabern ist eine Gebietskörperschaft im Landkreis Südliche Weinstraße in Rheinland-Pfalz. Der Verbandsgemeinde gehören die Kurstadt Bad Bergzabern sowie 20 weitere Ortsgemeinden an, der Verwaltungssitz ist in der namensgebenden Stadt Bad Bergzabern.

## Geographie

### Lage
Das Gebiet der Verbandsgemeinde erstreckt sich über drei Landschaftsbereiche. Der Osten ist Teil der Oberrheinischen Tiefebene und umfasst einen Teil des Bienwaldes sowie den Viehstrich. Der mittlere Teil liegt in der Region Weinstraße. Der Westen ragt in den Wasgau hinein, wie der Südteil des Pfälzerwaldes auch genannt wird. Zudem ist dieser Bereich Bestandteil des Oberen Mundatwaldes.

### Verbandsangehörige Gemeinden
| Ortsgemeinde, Stadt             | Fläche (km²) | Einwohner |
| ------------------------------- | ------------ | --------- |
| Bad Bergzabern, Stadt           | 10,71        | 8.724     |
| Barbelroth                      | 4,05         | 664       |
| Birkenhördt                     | 8,58         | 649       |
| Böllenborn                      | 4,11         | 228       |
| Dierbach                        | 5,48         | 562       |
| Dörrenbach                      | 10,14        | 878       |
| Gleiszellen-Gleishorbach        | 5,32         | 766       |
| Hergersweiler                   | 1,80         | 232       |
| Kapellen-Drusweiler             | 5,77         | 988       |
| Kapsweyer                       | 8,27         | 896       |
| Klingenmünster                  | 10,72        | 2.247     |
| Niederhorbach                   | 4,32         | 467       |
| Niederotterbach                 | 3,58         | 339       |
| Oberhausen                      | 4,50         | 463       |
| Oberotterbach                   | 15,37        | 1.135     |
| Oberschlettenbach               | 4,58         | 130       |
| Pleisweiler-Oberhofen           | 5,05         | 836       |
| Schweigen-Rechtenbach           | 16,04        | 1.345     |
| Schweighofen                    | 11,23        | 597       |
| Steinfeld                       | 14,88        | 1.844     |
| Vorderweidenthal                | 10,12        | 622       |
| Verbandsgemeinde Bad Bergzabern | 164,16       | 24.612    |

(Einwohner am 31. Dezember 2024)

### Erhebungen
Im Norden erstrecken sich der 503,7 m hohe Treutelsberg, der Abtskopf (487 m), der Vorderweidenthaler Schloßberg (437,6 m) und der Eulenkopf (315 m). Im Südwesten erheben sich der Farrenberg (489,3 m), der Stäffelsberg (480,8 m), der Oberotterbacher Schloßberg (503 m) und die Hohe Derst (561 m); letztere ist zugleich die höchste Erhebung auf dem Gebiet der Verbandsgemeinde. Weiter südlich erstreckt sich die 402 m hohe Steinbühl.

### Gewässer
Im äußersten Süden verläuft in West-Ost-Richtung die Wieslauter, die mehrere linke Nebenflüsse wie den Erlenbach, den Reisbach und den Rußbach aufnimmt, die zumindest durch das Gebiet der Verbandsgemeinde fließen.
Weiter nördlich verläuft ebenfalls von West nach Ost der Otterbach, der im Rothenbrunnen entspringt und der unter anderem von links den Dierbach und von rechts den Bruchbach aufnimmt. Zentral in West-Ost-Richtung fließt der Erlenbach, der zunächst von rechts den Böllenborn und kurz vor bad Bergzabern von links von links den Anbach aufnimmt. Östlich der Kurstadt kommt von links der Horbach. Im äußersten Norden verläuft der Klingbach und für ein kurzes Stück dessen linker Nebenfluss Kaiserbach über das Territorium von Klingenmünster. Auf Gemarkung Letzterer Gemeinde befindet sich zudem die Marthaquelle.

## Geschichte
Die Verbandsgemeinde Bad Bergzabern wurde gebildet im Rahmen der in den 1960er Jahren begonnenen rheinland-pfälzischen Funktional- und Gebietsreform auf der Grundlage des „Dreizehnten Landesgesetzes über die Verwaltungsvereinfachung im Lande Rheinland-Pfalz“ vom 1. März 1972, in Kraft getreten am 22. April 1972.
Zuvor galten im damaligen Regierungsbezirk Pfalz im Wesentlichen die aus der bayerischen Pfalz (1816–1946) stammenden Verwaltungsstrukturen.

### Einwohnerstatistik
Die Entwicklung der Einwohnerzahl auf dem Gebiet der heutigen Verbandsgemeinde Bad Bergzabern; die Werte von 1871 bis 1987 beruhen auf Volkszählungen:
| Jahr | Einwohner |
| 1815 | 18.557    |
| 1835 | 19.678    |
| 1871 | 17.817    |
| 1905 | 17.218    |
| 1939 | 20.617    |
| 1950 | 17.847    |

| Jahr | Einwohner |
| 1961 | 20.506    |
| 1970 | 20.869    |
| 1987 | 20.970    |
| 1997 | 24.311    |
| 2005 | 24.558    |
| 2024 | 24.612    |

### Konfessionsstatistik
Mit Stand 30. Juni 2005 waren von den Einwohnern 42,0 % evangelisch, 39,2 % römisch-katholisch, und 18,8 % waren konfessionslos oder gehörten einer anderen Glaubensgemeinschaft an. Die Zahl der Katholiken und vor allem die der Protestanten ist seitdem gesunken. Mit Stand 30. Juni 2021 waren von den Einwohnern 32,5 % evangelisch, 32,2 % katholisch und 35,3 % waren konfessionslos oder gehörten einer anderen Glaubensgemeinschaft  an.

## Politik

### Verbandsgemeinderat
Der Verbandsgemeinderat Bad Bergzabern besteht aus 36 ehrenamtlichen Ratsmitgliedern, die bei der Kommunalwahl am 9. Juni 2024 in einer personalisierten Verhältniswahl gewählt wurden, und der hauptamtlichen Bürgermeisterin als Vorsitzender.
Die Sitzverteilung im Verbandsgemeinderat:
| Wahl | SPD | CDU | Grüne | AfD | FDP | FWG | Gesamt   |
| ---- | --- | --- | ----- | --- | --- | --- | -------- |
| 2024 | 10  | 10  | 3     | 6   | 1   | 6   | 36 Sitze |
| 2019 | 9   | 10  | 5     | 4   | 2   | 6   | 36 Sitze |
| 2014 | 11  | 13  | 3     | 2   | 1   | 6   | 36 Sitze |
| 2009 | 11  | 12  | 3     | –   | 3   | 7   | 36 Sitze |
| 2004 | 10  | 14  | 2     | –   | 2   | 8   | 36 Sitze |

- FWG = Freie Wählergruppe der Verbandsgemeinde Bad Bergzabern e. V.
- 2015 wechselte ein Ratsmitglied von der AfD zur ALFA, 2016 dann zur FWG.[7]

### Bürgermeister
Kathrin Flory (SPD) wurde am 1. Mai 2023 Bürgermeisterin der Verbandsgemeinde Bad Bergzabern. Bei der Stichwahl am 6. November hatte sie sich mit einem Stimmenanteil von 50,81 % gegen Matthias Neufeld (CDU) durchgesetzt, nachdem bei der Direktwahl am 16. Oktober 2022 keiner der ursprünglich fünf Bewerber eine ausreichende Mehrheit erzielte.
Florys Vorgänger Hermann Bohrer (SPD) hatte das Amt 1999 übernommen. Ottmar Klein amtierte zuvor seit 1980, Wilhelm Wallmann war nach ihrer Gründung der erste Bürgermeister der Verbandsgemeinde.

### Wappen
Die Wappenbeschreibung lautet: „In vierfach von Rot und Gold geteiltem Schildbord oben rechts in Gold ein mit dem Bart nach unten gekehrter roter Schlüssel, mit einer roten Kreuzeslanze schräggekreuzt, oben links in Schwarz ein rotgedecktes silbernes Schloss, unten rechts in Schwarz ein wachsender linksgewendeter rotbewehrter und -bezungter goldener Löwe, unten links in Silber ein grüner Schrägbalken, beseitet oben links von einem schräggestellten grünen Sesel, unten rechts von einem schräggestellten grünen Weinblatt.“
Das Wappen wurde 1982 von der Bezirksregierung Neustadt genehmigt. Die ersten drei Felder stehen für die ehemaligen Territorialherren die Klöster Klingenmünster und Weißenburg, die Herrschaft Guttenberg und die Kurpfalz. Im vierten Feld wird die für die Verbandsgemeinde prägende Bedeutung des Weinbaus dargestellt.

## Infrastruktur

### Wirtschaft
Die meisten Ortsgemeinden sind Bestandteil des Weinanbaugebiets Pfalz.

### Verkehr
Steinfeld, Kapsweyer und Schweighofen liegen an der Bahnstrecke Neustadt–Wissembourg, die in diesem Bereich den Personenverkehr 1975 einbüßte, der jedoch 1997 reaktiviert wurde. Barbelroth, Kapellen-Drusweiler und Bad Bergzabern liegen an einer in Winden beginnenden Nebenbahn.